# Maimo Henriksson
Maimo Susanne Henriksson, född 31 juli 1961 i Villmanstrand, är en finlandssvensk diplomat. Henriksson har varit avdelningschef för Finland utrikesministeriets östavdelning sedan 2016. Henriksson är utnämnd att fortsätta  fr.o.m. 1.9.2021 som chef för Finlands ambassad i Stockholm och efterträder Liisa Talonpoika.
Henriksson har varit i utrikesministeriets tjänst sedan 1989. Henriksson har tjänstgjort som ambassadör vid Finlands ambassad i Oslo (2010–2014), som protokollchef (2015–2016) och som enhetschef vid östavdelningen och Europaavdelningen sedan 2016. Inom utrikesrepresentationen har hon också erfarenhet av Moskva och Budapest.
Henriksson har en kandidatexamen i juridik och en magisterexamen i företagsekonomi. Henriksson är medlem i Hanaholmens styrelse.

## Utmärkelser
- Riddartecknet av I klass av Finlands Lejons orden,  6 december 2006[2]
- Kommendör av kungliga norska förtjänstorden,  5 juni 2007[3]
- Norska förtjänstordens storkors,  2012[4]
- Kommendörskors av Republiken Polens förtjänstorden,  30 mars 2015[5]
- Andra graden av Terra Mariana-korsets orden,  11 maj 2016[6]
- Kommendörstecknet av Finlands Lejons orden,  6 december 2016[2]
- Kommendörstecknet av I klass av Finlands Lejons orden,  6 december 2023[7]
- Kommendör av Nordstjärneorden[8]

[Redigera Wikidata]